# Nikolla Keta
Nikolla Keta (Contessa Entellina, Sicília, 1742 - 1803) fou un escriptor i poeta arbëreshë en albanès. Estudià al Seminari Grec de Palerm i el 1777 n'esdevindrà director. Va escriure versos religiosos en albanès i en grec. El 1777 va compondre el primer sonet en albanès i les gramàtiques Etimologjia e gjuhës shqipe i Katalog mbi familjet e mëdha arbëreshe.